# Franco Testa
Franco Testa (Cadoneghe, 7 de febrero de 1938-Treviso, 22 de junio de 2025) fue un deportista italiano que compitió en ciclismo en la modalidad de pista, especialista en la prueba de persecución por equipos. Ganó una medalla de oro en persecución por equipos en los Juegos Olímpicos de Roma 1960 y una medalla de plata en los Juegos Olímpicos de Tokio 1964. Testa también ganó dos medallas de oro y una de plata en los Juegos Mediterráneos y una medalla de plata por equipos en el Campeonato Mundial de 1964.

## Biografía
Testa nació el 4 de febrero de 1938 en Cadoneghe, provincia de Padua, Italia. De joven, se mudó a la ciudad de Mogliano Veneto, donde trabajó en una panadería. También trabajó como jornalero agrícola y, con el dinero que ganó, se compró una bicicleta. Posteriormente, Testa se unió al club ciclista GS Mogliano, pasando posteriormente a los clubes Trevigiani y luego a Ciclisti Padovani. Recordaba que, durante su carrera, «entrenaba solo todos los días, me despertaba al amanecer y salía a correr, corría por nuestro campo, galopando a lo largo y ancho, en verano y en invierno, de noche y de día, con sol o lluvia, a veces incluso con nieve».
Testa se convirtió en el campeón italiano en la prueba de persecución y ganó el título tres años seguidos. También fue cuatro veces campeón italiano de persecución por equipos. Fue miembro del equipo nacional italiano durante cinco años. Quedó séptimo en la prueba de persecución amateur en el Campeonato Mundial de Ciclismo en Pista de 1959. Ese mismo año, Testa también compitió por Italia en los Juegos Mediterráneos de 1959, ganando la medalla de plata en la persecución individual mientras era miembro del equipo ganador de la medalla de oro en la persecución por equipos.
Al año siguiente, Testa era el favorito para ganar el oro en el Campeonato Mundial de Ciclismo en Pista de 1960 en la persecución individual amateur, pero en los cuartos de final, rompió la puntera de su pedal al principio, lo que le impidió terminar. Las protestas del equipo italiano de que la carrera debería haberse reiniciado no tuvieron éxito. Testa también fue seleccionado para competir en los Juegos Olímpicos de Roma 1960, siendo miembro del equipo italiano en la prueba de persecución por equipos. Compitió junto a Luigi Arienti, Mario Vallotto y Marino Vigna y ganó la medalla de oro en la prueba. Testa ganó la Copa de Italia en la contrarreloj por equipos en 1960, 1961 y 1964. En 1963, ganó la medalla de oro en la persecución por equipos en los Juegos Mediterráneos. Regresó a los Juegos Olímpicos en 1964, ganando la medalla de plata en la persecución por equipos junto con Luigi Roncaglia, Carlo Rancati y Cencio Mantovani.
En 1964, Testa también ganó la plata en esa prueba del campeonato mundial. Se convirtió en profesional en 1965 y quedó segundo en el campeonato nacional, detrás de Leandro Faggin. Compitió brevemente como profesional antes de abandonar el deporte para abrir una carnicería en Mogliano, afirmando que «no podía vivir solo del ciclismo». Testa fue condecorado con la Orden al Mérito de la República Italiana, primero como Caballero, luego como Comendador y finalmente como Gran Oficial. En 2015, fue condecorado con el Collar de Oro al Mérito Deportivo, el máximo honor para los deportistas italianos. Lucio Carraro escribió un libro sobre su vida en 2017. Testa estaba casado y tenía cuatro hijos, incluido un hijo que se convirtió en párroco. Testa falleció el 22 de junio de 2025, a la edad de 87 años.

## Medallero internacional
| Juegos Olímpicos   | Juegos Olímpicos | Juegos Olímpicos | Juegos Olímpicos            |
| Año                | Lugar            | Medalla          | Competición                 |
| ------------------ | ---------------- | ---------------- | --------------------------- |
| 1960               | Roma (Italia)    | Medalla de oro   | Persecución por equipos     |
| 1964               | Tokio (Japón)    | Medalla de plata | Persecución por equipos     |
| Campeonato Mundial |                  |                  |                             |
| Año                | Lugar            | Medalla          | Competición                 |
| 1964               | París (Francia)  | Medalla de plata | Persecución por equipos (A) |